# Albany
Albany (wymowa:/ˈɔːlbəniː/ⓘ) – miasto w Stanach Zjednoczonych nad rzeką Hudson, stolica stanu Nowy Jork i siedziba hrabstwa Albany.
Obszar metropolitalny Albany–Schenectady–Troy liczy 904,6 tys. mieszkańców.
Przemysł: papierniczy, maszynowy, chemiczny, spożywczy, odzieżowy a w zespole miejskim także elektrotechniczny.
Port śródlądowy, połączony kanałem (New York State Barge Canal) z Wielkimi Jeziorami; węzeł drogowy i kolejowy ze stacją Albany-Rensselaer. Ośrodek kulturalny i naukowy.
W Albany zmarł (w 1967 r.) biochemik Kazimierz Funk, twórca nauki o  witaminach.

## Szkolnictwo
Uczelnie
- State University of New York at Albany
- College of Saint Rose(inne języki)
- Albany Law School(inne języki)
- Albany Medical College(inne języki)
- Albany College of Farmacy

## Religia
Spis na 2020 rok, obejmuje aglomeracje miasta:
- Kościół katolicki: 199 722 członków w 79 parafiach
- bezdenominacyjne zbory ewangelikalne: 31 320 członków w 74 zborach
- Zjednoczony Kościół Metodystyczny: 17 469 członków w 82 kościołach
- Kościoły baptystyczne: ok. 15 tys. członków w 74 zborach
- Kościoły kalwińskie: ok. 13 tys. członków w 99 kościołach
- społeczność muzułmańska: 10 336 wyznawców w 8 meczetach
- społeczność żydowska: ok. 10 tys. członków w 24 zgromadzeniach
- społeczność hinduistyczna: ok. 9 tys. wyznawców w 5 świątyniach
- Kościoły luterańskie: ok. 8 tys. członków w 38 kościołach
- Kościół Episkopalny: 5852 członków w 34 kościołach
- Kościoły zielonoświątkowe: ponad 5 tys. członków w 45 zborach
- świadkowie Jehowy: 5022 wyznawców w 23 zborach.

## Sport
- Albany River Rats – nieistniejący klub hokejowy
- Albany Devils – klub hokejowy

## Miasta partnerskie
- Nassau (Bahamy)
- Nijmegen (Holandia)
- Quebec (Kanada)
- Tuła (Rosja)
- Verona (Włochy)